# 콘텐트리중앙
콘텐트리중앙(Contentree JoongAng Corp.)는 대한민국의 미디어 기업이다. 중앙그룹의 계열사이며 본사는 서울시 강남구 도산대로 156(논현동)에 위치해 있으며 대표이사는 홍정인이다.

## 자회사
JTBC스튜디오

## 인수
클라이맥스스튜디오, 프로덕션H, 콘텐츠지음을 비롯해 미국 Wiip 등 콘텐츠 제작사를 인수하였다

## 같이 보기
- 메가박스중앙
- JTBC

## 참고문헌
1. ↑  콘텐트리중앙, '서울의 冬' 목표가 17,000원 - DB금융투자, 뉴스핌, 2024-02-08
2. ↑  콘텐트리중앙 작년 영업손실 655억원…적자 소폭 감소, 한국경제, 2024.02.07
3. ↑  홍정인 콘텐트리중앙 대표이사 사장, 비즈니스포스트, 2023-10-31
4. ↑  디즈니+, 韓상륙 임박…제이콘텐트리·NEW '방긋', 서울경제, 2021.10.18
5. ↑  '지옥' 글로벌 1위에도 제이콘텐트리 급락, 왜?, 뉴스핌, 2021년 11월 25일